# Проекция Гуда

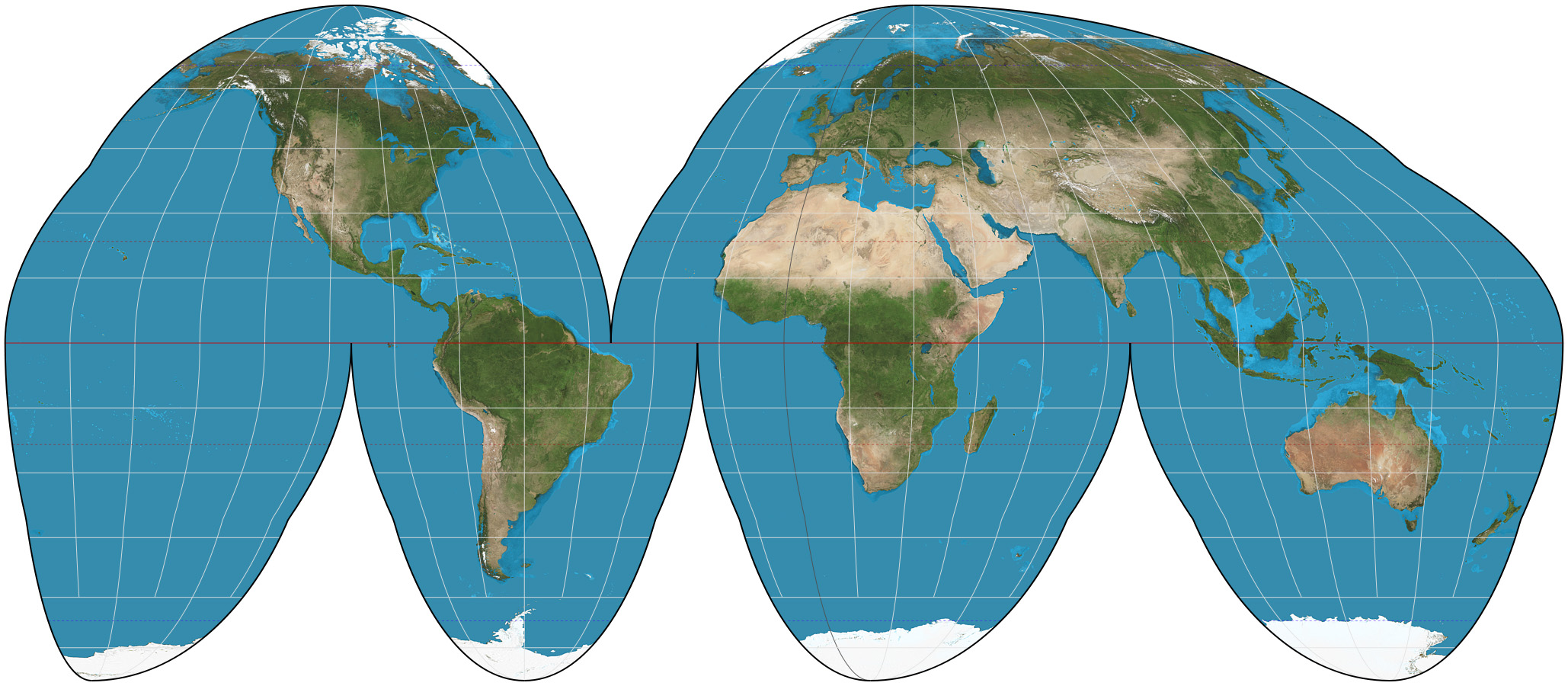
Проекция Гуда для Земного шара

Проекция Гуда (гомолосинусоидальная проекция Гуда) — псевдоцилиндрическая равновеликая композитная картографическая проекция используемая в картах мира. Для уменьшения искажений обычно изображается с разрывами.
Проекция была разработана в 1923 году Джоном Гудом в качестве альтернативы проекции Меркатора для более адекватного отображения соотношений площадей объектов на карте мира. Для подчёркивания отдельных континентов и уменьшения искажений, Гуд сделал на проекции несколько разрывов. Некоторые варианты проекции имеют на соседних лепестках карты повторяющиеся регионы, чтобы показать без разрывов Гренландию или восточную Россию. Проекция родилась из экспериментов Гуда 1916 года по внесению разрывов в проекцию Моллвейде.
Проекцию Моллвейде иногда называют «гомолографической» (равновеликой). Гуд объединил термины «гомолографическая» и «синусоидальная», получив название «гомолосинусоидальная» (англ. homolosine), под которым эта проекция получила известность. Проекцию также называли «апельсиновая корка» (orange-peel map) из-за сходства с очищенным вручную апельсином. Обычно разрывы рассекали Северную Атлантику, Южную Атлантику, южную часть Тихого океана, Индийский океан и полностью один из меридианов.
От экватора до широт 41°44′11.8″ с. ш. и ю. ш. проекция Гуда совпадает с синусоидальной проекцией, в более высоких широтах применяется проекция Моллвейде, которая на граничных широтах совпадает с синусоидальной. В результате такого совмещения на граничной широте меридианы имеют излом. Равновеликость проекции следует из равновеликости обeих сопрягаемых проекций.